# Dypterygia dolens
Dypterygia dolens är en fjärilsart som beskrevs av Druce 1909. Dypterygia dolens ingår i släktet Dypterygia och familjen nattflyn. Inga underarter finns listade i Catalogue of Life.